# Elvi Tondén
Agnes Elvi Tondén, född 13 december 1886 i Stockholm, död där 3 november 1971, var en svensk målare, tecknare och grafiker.

## Biografi och konstnärskap
Elvi Tondén var dotter till grosshandlaren Axel Tondén och Agnes Gyllengahm. Tondén studerade vid Althins målarskola och vid Konstakademin 1910–1913 och vidareutbildade sig i München 1920–1921 samt för André Lhote och Roger Bissière i Paris 1926–1929. Hon företog flera studieresor till bland annat Jugoslavien, Polen, Nederländerna och Italien.
Elvi Tondén deltog i ett trettiotal större utställningar. Separat ställde hon bland annat ut på Gummesons konsthall 1934, Lilla galleriet 1957 och på Konstnärshuset 1966. Tillsammans med Thyra Appelberg, Eda Douscha, Ingegerd Beskow, Mollie Faustman, Siri Magnus-Lagercrantz, Hilda Heyman, Ninnan Santesson, och Bertha Wilhelmson ställde hon ut på Göteborgs konsthall 1931 och tillsammans med Julie Hullgren på Galleri Brinken i Stockholm samt med Inga Bagge och Gun Dunér i Örebro 1961. Hon var representerad i Baltiska utställningen, Grafiska sällskapets utställning på Liljevalchs konsthall 1924, Föreningen Svenska Konstnärinnors utställning i Graz 1958 samt Liljevalchs Stockholmssalonger. Tondén erhöll två stipendier från Föreningen Svenska Konstnärinnor, Stockholms stads konstnärsstipendium samt ett stipendium ur Kungafonden. Hon arbetade huvudsakligen med landskapsmålningar från Sydeuropa, Nederländerna och Österlen i Skåne men utförde även stilleben, miniatyrmålningar och mindre skulpturer. Hon är bland annat representerad med verk på Nationalmuseum i Stockholm, Moderna museet, Malmö museum, Umeå museum, Simrishamns museum, Albertina i Wien och Lodz museum i Polen.
Elvi Tondén är begravd på Norra begravningsplatsen utanför Stockholm.